# Rising (álbum de Stuck Mojo)
Rising es el tercer álbum de estudio del grupo de rap metal estadounidense originario de Atlanta Stuck Mojo. A diferencia de las dos anteriores álbumes, este alcanzó un éxito general considerable, probablemente al video musical de la canción Rising, que incluyó a los miembros de la lucha libre de WCW Diamond Dallas Page, Raven y The Flock.
Este video musical recibió una gran difusión, como cuando se reprodujo en WCW Monday Nitro. El campeonato WCW United States Championship aparece en la versión del álbum. Este vendería más de 3 millones de copias, convirtiéndose en disco más vendido de Century Media hasta el 2004, cuando el álbum de Lacuna Coil Comalies rompió el récord. Este álbum cuenta con una mayor inclinación en el hip hop, una notable excepción después de la agresividad de Pigwalk.

## Lista de canciones
| N.º | Título                          | Duración |  |
| 1.  | «Intro»                         | 0:30     |  |
| 2.  | «Crooked Figurehead»            | 2:28     |  |
| 3.  | «Trick»                         | 4:05     |  |
| 4.  | «Assassination of a Popstar»    | 3:29     |  |
| 5.  | «Rising»                        | 3:52     |  |
| 6.  | «Southern Pride»                | 3:29     |  |
| 7.  | «Enemy Territory»               | 3:39     |  |
| 8.  | «Back in the Saddle»            | 4:43     |  |
| 9.  | «Dry»                           | 3:16     |  |
| 10. | «Throw the Switch»              | 3:25     |  |
| 11. | «Hang 'Em High (Loser's Theme)» | 3:07     |  |
| 12. | «Tears»                         | 3:14     |  |
| 13. | «Pipe Bomb»                     | 3:49     |  |

| Bonus track |                   |          |  |
| N.º         | Título            | Duración |  |
| 14.         | «Suburban Ranger» | 5:58     |  |

- Datos: Q5473726